# QuickBird
QuickBird 2 war ein kommerzieller Satellit zur Erdbeobachtung. Er wurde von DigitalGlobe (damals EarthWatch) betrieben. Quickbird 2 war in der Lage, Bilder mit einer Auflösung bis zu 65 cm aufzunehmen, die kommerziell erworben werden konnten. Der Satellit wurde mit einer Delta-II-Rakete von der Air Force Base Vandenberg, Kalifornien am 18. Oktober 2001 gestartet. Der Vorgängersatellit QuickBird 1 wurde am 20. November 2000 gestartet, erreichte aber seinen Orbit nicht. Dessen Vorgänger EarlyBird erreichte zwar seinen Orbit, wurde aber wegen Problemen mit der Energieversorgung aufgegeben.

## Aufbau
Der Satellit wurde von Ball Aerospace and Technologies gefertigt und basierte auf dem Satellitenbus BCP2000. Beim Start betrug die Masse etwa 1028 kg, darunter auch Treibstoff zur Lagesteuerung für etwa 7 Jahre, der Satellit war jedoch über 13 Jahre in Betrieb.

## Umlaufbahn und Datenaufnahme
QuickBird 2 befand sich auf einer sonnensynchronen Umlaufbahn und überflog den Äquator in Nord-Süd-Richtung jeweils um 10.00 Uhr Ortszeit. Im April 2011 wurde die Umlaufbahn angehoben, um die Lebensdauer bis Anfang 2014 zu verlängern. Dadurch änderten sich einige Aufnahmeparameter wie Auflösung und auch die  Schwadbreite, die danach am Nadir 18,0 Kilometer betrug.
Bilder konnten in zwei Betriebsarten aufgenommen werden: panchromatisch und multispektral. Panchromatische Bilder konnten mit einer Auflösung von 65 cm am Nadir aufgenommen werden. Bei multispektralen Bildern betrug die Auflösung 262 cm, die Daten lagen dann in den vier Spektralbereichen Blau (450–520 nm), Grün (520–600 nm), Rot (630–690 nm) und nahes Infrarot (760–900 nm) vor. In beiden Betriebsarten betrug die Dynamik 11 Bit.
Der Satellit konnte bis zu 128 GB Daten an Bord speichern, bevor sie mit 320 Mbit/s im X-Band zu den Bodenstationen übertragen wurden. Für Steuerungszwecke standen Verbindungen mit Datenraten zwischen 2 und 256 kbit/s im X-Band und im S-Band zur Verfügung.
Quickbird 2 verglühte am 27. Januar 2015.

## Anwendungsbereich
- Aktualisierung von topographischen Karten
- Generierung von Höhenmodellen
- Landnutzungskartierung
- Veränderungsanalysen
- Precision Farming
- Stadtentwicklung